# فروپاشی بافتار
فروپاشی بافتار (انگلیسی: Context collapse) یا «انتزاع چندین مخاطب به یک بافت واحد» اصطلاحی است که از مشاهدهٔ رفتار انسانی در اینترنت و به‌ویژه در قالب رسانه‌های اجتماعی برآمده‌است.
این پدیده عموماً زمانی روی می‌دهد که مخاطبانی مجزا و متعدد در یک فضا حضور داشته باشند و مطلبی که هدفش یک مخاطب مشخص است، به نظر مخاطبی دیگر برسد که هدف آن مطلب نبوده‌است و این مخاطب جدید بدون درک زمینهٔ اصلی موضوع، به مطلب واکنش و قضاوتی سخت‌گیرانه و به‌شدت منفی نشان بدهد.
این مفهوم را نخستین بار اروینگ گافمن و جاشوا میروویتز در سال ۱۹۸۵ و در کتاب حس مکان مطرح کردند. به باور ایشان رسانه‌هایی چون رادیو و تلویزیون موانع بین مخاطبان مختلف را برمی‌دارند. به نوشتهٔ گافمن در نمود خود در زندگی روزمره، فروپاشی بافتار ناشی از شکست افراد در تمایز بین نقش‌های مختف خود در تعامل با مخاطبان پرتعداد است.
با گسترش رسانه‌های اجتماعی از جمله توییتر، مفهوم فروپاشی بافتار اهمیت تازه‌ای یافت، چرا که برخی از این رسانه‌ها عملاً به کاربران خود قابلیت مشخص کردن مخاطبشان را نمی‌دهند. برای مثال در توییتر قابلیت ریتوییت به این معنا است که هر کس می‌تواند مطالب («توییت» های) کاربر را به مخاطبان جدیدی معرفی کند.

## یادداشت
1. ↑  flattening of multiple audiences into a single context
2. ↑  Sense of Place